# Rūkesh
Rūkesh (persiska: روكش) är en ort i Iran.   Den ligger i provinsen Mazandaran, i den norra delen av landet, 120 km nordost om huvudstaden Teheran. Rūkesh ligger 37 meter över havet och antalet invånare är 391.
Terrängen runt Rūkesh är platt åt nordost, men åt sydväst är den kuperad. Terrängen runt Rūkesh sluttar norrut.Runt Rūkesh är det ganska tätbefolkat, med 149 invånare per kvadratkilometer. Närmaste större samhälle är Āmol, 7,8 km öster om Rūkesh. Trakten runt Rūkesh består till största delen av jordbruksmark.